# アンドレイ・デニソフ

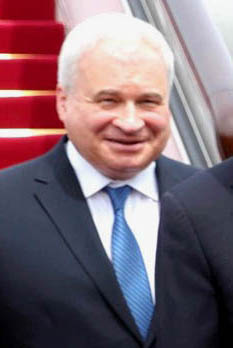
アンドレイ・デニソフ

アンドレイ・イワノヴィチ・デニソフ（ロシア語: Андре́й Ива́нович Дени́сов、ラテン文字転写の例：Andrey Ivanovich Denisov、1952年10月3日 −）は、ロシアの外交官。ロシア第一外務次官。
1974年モスクワ国際関係大学を卒業する。ソ連外務省入省。2000年駐在エジプト大使。2001年外務次官。2004年から2006年まで国連大使を歴任。2011年ロシア国際問題評議会幹部会員。2013年駐中国大使。